# Nikolai Ossipowitsch Kraft

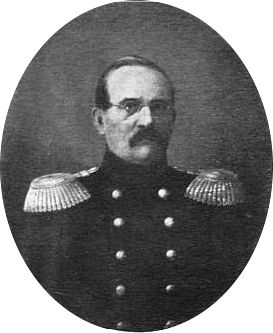
Nikolai Kraft (1857)

Nikolai Ossipowitsch Kraft (russisch Никола́й О́сипович Крафт; * 1798 in St. Petersburg; † 1857 ebenda) war ein russischer Eisenbahn-Ingenieur und Hochschullehrer.

## Leben
Kraft studierte am Institut des Verkehrsingenieur-Korps (der späteren St. Petersburger Verkehrsingenieursuniversität) mit Abschluss 1820. Er gehörte dann dem Militäringenieur-Korps an und brachte es bis zum Generalmajor.
Für eine Verkehrsverbindung von Wolga und Don erarbeitete Kraft ein Projekt zum Bau eines Kanals mit Schleusen zwischen den Flüssen Ilowlja und Kamyschinka.
1836 wurde Kraft Dozent an der St. Petersburger Verkehrsingenieursuniversität. 1839–1840 wurde er zusammen mit Pawel Petrowitsch Melnikow in die USA zum Studium des dortigen Eisenbahnwesens geschickt. 1841 legten Melnikow und Kraft ihren 664-seitigen Bericht Technische Beschreibung der Eisenbahnen der nordamerikanischen Staaten vor, der von der Verkehrszeitschrift dann abschnittsweise veröffentlicht wurde. Kraft und Melnikow beteiligten sich an der Ausarbeitung des technischen Projektes Eisenbahn St. Petersburg–Moskau (1842–1851) und erstellten einen Kostenplan. Melnikow überzeugte Zar Nikolaus I., mit dem Bau dieser Eisenbahnstrecke, der Nikolaibahn, zu beginnen, der dann von Kraft, dem Ingenieur Dmitri Iwanowitsch Schurawski und Melnikow durchgeführt wurde. Diese Bahn war die erste Ferneisenbahn in Russland, deren Bau Kraft von 1852 bis 1855 leitete.
Zusammen mit Melnikow erarbeitete Kraft Methoden für den Bau von Bahndämmen im sumpfigen Gelände und technische Vorschriften für deren Projektierung, den Oberbau, die künstlichen Anlagen und die Bahnhöfe. Er begründete die Zweckmäßigkeit der angewendeten Spurweite von fünf Fuß, die nun Standard im Russischen Reich wurde.